# Lydia Dean Pilcher
Lydia Dean Pilcher é uma cineasta americana. Como reconhecimento, foi nomeada ao Oscar 2014 na categoria de Melhor Documentário em Longa-metragem por Cutie and the Box.